# 史建瑭

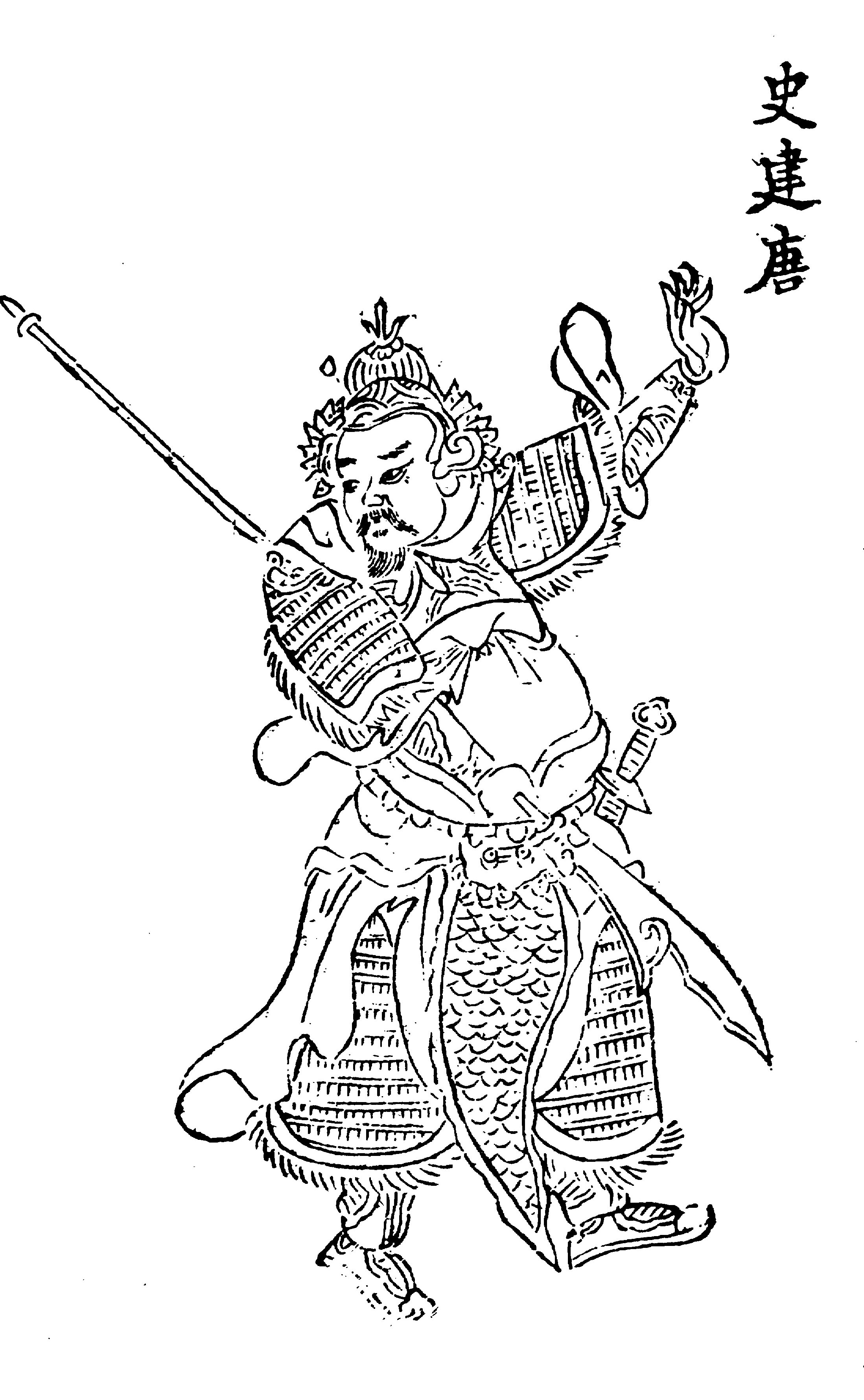
殘唐五代史演義傳插圖

史建瑭（9世纪—921年），字國寶，代州雁門人。後唐重要軍事將領。父親史敬思為晉王李克用的義子，十三太保之一，官封九府都督。
史建瑭因父蔭，年少便出仕於軍中。光化年間，史建瑭主管昭德軍，他與李嗣昭一同攻打汾州，率先登城，生擒叛將李瑭以獻俘，授職檢校工部尚書。天祐五年（908年），朱溫部將李思安圍攻上黨之時，史建瑭為前鋒，與總管周德威前赴救援。當時後梁軍夾城深固而且援路斷絕，史建瑭每日帶領精騎，設置埋伏生擒後梁軍，夜間進犯後梁軍營，驅斬數以千計，敵人因此不敢芻牧。天祐七年（910年），後梁軍將領王景仁安營於柏鄉，史建瑭與周德威先出井陘。天祐八年（911年），高邑之戰中，當時日已晡晚，後梁軍有回歸之意，當時後梁軍結為方陣，分其兵為二：汴、宋之軍居於左方，魏、滑之軍居右方。周德威擊其左翼，史建瑭督部落精騎先陷入其陣，夾攻於右翼的魏、滑之軍，遂長驅追擊。當夜攻入柏鄉，俘斬數以千計，論功加封為檢校左僕射。李克用的兒子李存勖大敗後梁軍班師時，史建瑭留守於趙州。後梁軍將領氏延賞數次侵犯趙州之南面邊境，史建瑭設伏柏鄉，擒獲氏延賞以獻給李存勖。
天祐九年（912年），後梁太祖朱溫親自帶兵攻打蓚縣。當時晉軍李存勖正在攻打幽州，分身不下，朱溫聲言後梁軍有五十萬，即將攻打鎮州及定州。都將符存審向史建瑭說：「後梁軍倘以五十萬而來，我等應如何應付？」裨將趙行實說：「走入土門為上策。 」符存審認為事未可知，但朱溫在東，別將西來，尚可以從容地設法謀取。不到旬日，楊師厚圍攻棗強，賀德倫圍攻蓚縣，朱溫親自率軍，攻城甚急。符存審說：「晉王方事北面，南方之事，付與我等數人。如今西道並無兵，坐滋後梁軍的軍勢。何以為謀。朱溫若不能攻下蓚、阜二地，必向西攻打深州、冀州，與公等料閱騎軍，偵視賊勢。」乃選定精騎八百趨至信都，符存審扼下博橋，史建瑭與李嗣肱分道生擒後梁軍。史建瑭乃將麾下三百騎分為五軍，親自率領一軍深入，下命各軍俘掠後梁軍之斥侯而還，在博橋會合。翌日，諸軍皆到達，擒獲斥侯數百人，聚合後皆誅殺，只放走數十人回營，回營的斥侯皆說：「沙陀軍大至矣！」後梁軍震恐。明日，史建瑭、李嗣肱與屬下穿著後梁軍服色，混入斥侯中，等待至晚上，至賀德倫軍的寨門，殺死守門者，縱火大噪，俘斬而去。當夜，朱溫燒營而遁走，當至貝州，迷失道路，委棄兵仗，不計其數。
天祐十二年（915年），史建瑭跟隨李存勖進入魏博，史建瑭與符存審的前軍屯兵於魏縣。天祐十三年（916年），於元城打敗後梁大將劉鄩，收復澶州，以史建瑭為刺史、檢校司空、外衙騎軍都將。再曆任貝州及相州刺史，屯兵於德勝口。天祐十八年（921年），鎮州大將張文禮殺義父王鎔叛變，史建瑭與閻寶一同討伐張文禮，史建瑭為馬軍都將。同年八月，收復趙州，擒獲刺史王鋋。進逼鎮州時，史建瑭在攻打其城門時為流矢所中，於軍中逝世，死時四十六歲（新五代史記載為四十二歲）。
史建瑭的兒子史匡翰為後晉高祖石敬瑭的女婿，娶他的女兒魯國長公主，官至義成軍節度使。

## 延伸阅读
[在维基数据编辑]
 《舊五代史/卷55》，出自薛居正《舊五代史》
 《新五代史·卷25》，出自歐陽修《新五代史》
 在维基共享资源阅览影像